# トレッラ・デル・サンニオ
トレッラ・デル・サンニオ（イタリア語: Torella del Sannio）は、イタリア共和国モリーゼ州カンポバッソ県にある、人口約800人の基礎自治体（コムーネ）。

## 地理

### 位置・広がり

#### 隣接コムーネ
隣接するコムーネは以下の通り。括弧内のISはイゼルニア県所属を示す。
- カザルチプラーノ
- カストロピニャーノ
- ドゥローニア
- フォッサルト
- フロゾローネ (IS)
- モリーゼ
- ピエトラクーパ

## 行政

### 分離集落
トレッラ・デル・サンニオには、以下の分離集落（フラツィオーネ）がある。
- Colle Bove, Macchione, Colle Scesce, Santo Ianni, Civita, Pozzo Salice